# 대전성룡초등학교
대전성룡초등학교는 대한민국 대전광역시 서구 월평동에 있는 공립 초등학교이다.

## 연혁
- 1993년 9월 1일 대전성룡초등학교 개교(18학급)
- 1994년 9월 1일 대전성천초등학교 분리(782명)
- 2001년 3월 1일 대전갈마초등학교로 통학구역 분리(444명)
- 2012년 3월 1일 44(1)학급 편성
- 2017년 2월 17일 제24회 졸업생 수여식 209명(총 8,547명)
- 2017년 3월 1일 43(1)학급 편성

## 학교 상징
- 교화 - 장미 : 착하고, 슬기롭고, 굳세게 자라 대한민국의 큰 사람이 되기를 바람.
- 교목 - 느티나무 : 느티나무처럼 한 평생 무병하고 심신이 건강한 학생

## 참고 자료
- 대전성룡초등학교 - 한국교육학술정보원 학교알리미